# 吕桑 (滨海夏朗德省)
吕桑（法語：Lussant，法語發音：[lysɑ̃]）是法国滨海夏朗德省的一个市镇，位于该省中北部，属于罗什福尔区。

## 地理
吕桑（45°57'38"N, 0°49'19"W）面积8.79 平方千米，位于法国新阿基坦大区滨海夏朗德省，该省份为法国西部滨海省份，北起旺代省，西临大西洋，南至吉倫特省，东南接多爾多涅省，东北接德塞夫勒省接壤，东临夏朗德省。
与吕桑接壤的市镇（或旧市镇、城区）包括：卡巴里奥、尚多朗、莫拉涅、大圣库唐、托奈夏朗德。

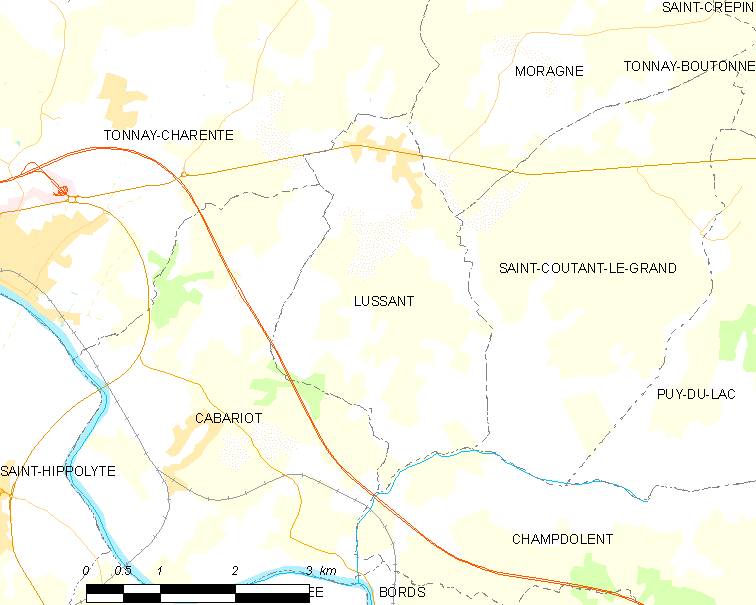
的OSM定位图

吕桑的时区为UTC+01:00、UTC+02:00（夏令时）。

## 行政
吕桑的邮政编码为17430，INSEE市镇编码为17216。

## 政治
吕桑所属的省级选区为托奈夏朗德县。

## 人口

1962-2008年间人口变化图示

吕桑于2022年1月1日时的人口数量为1013人。